# Jacques Marie Ysambart
Jacques Marie Ysambart (27 mars 1750 au Mans – 13 août 1817 au Mans) est un avocat, député au Conseil des Cinq-Cents.

## Biographie
Il fut reçu à 27 ans avocat en la sénéchaussée du Mans. Partisan de la Révolution, il devint substitut du procureur de la commune du Mans (1790), assesseur du juge suppléant au tribunal de district, juge au même tribunal, président du tribunal criminel de la Sarthe (1793), et fut élu, le 24 germinal an VI, député de la Sarthe au Conseil des Cinq-Cents par 147 voix sur 273 votants. Son rôle dans cette assemblée fut des plus effacés. Il adhéra au coup d'État du 18 brumaire, fut nommé premier juge au tribunal criminel de la Sarthe (9 floréal an VIII), et, lors de la réorganisation judiciaire, fut appelé aux fonctions de conseiller à la cour d'Angers (2 avril 1811).

## Mandats
- 13/04/1798 - 26/12/1799 : Sarthe - Plaine

## Sources
- Fiche de l’Assemblée nationale
- Dictionnaire des parlementaires français par Adolphe Robert, Edgar Bourloton et Gaston Cougny, tome 5, Pla-Zuy, Bourloton éditeur, Paris, 1891.
- Notices d'autorité :   - BnF (données)